# Leucopsarion petersii
Cá bống băng (Danh pháp khoa học: Leucopsarion petersii) là một loài cá trong họ Cá bống. Chúng là loài duy nhất của chi Leucopsarion, chúng là nguyên liệu cho món cá sống shiro no odorigui (cá nhảy múa).

## Đặc điểm
Chúng có ngoại hình trông giống những con lươn gương và dài 13 cm. Trong tiếng Anh, nó được gọi là cá bống băng (ice goby), trong tiếng Nhật nó được gọi là shiro-uo, đây là loài cá dùng làm nguyên liệu cho món shirauo no odorigui tức là là món cá sống. Những con cá nhỏ sẽ giãy giụa trong miệng khi bạn ăn, chính vì thế món này mới có tên "shiro no odorigui", nghĩa là "cá nhảy múa".
Những chú cá rất nhỏ, trong suốt được bày ra đĩa và ăn sống và cái thú khi thưởng thức shirouo Nhật Bản là cảm nhận những con cá nhỏ ngọ nguậy trong miệng. Do đặc trưng của món là ăn sống nên cách thưởng thức cũng có phần đặc biệt. Những chú cá trong suốt ấy được đựng trong một bát lớn có chứa ít nước. Người ta chuẩn bị thêm một quả trứng và chút giấm. Khi ăn, thực khách đập quả trứng vào cốc và trộn với một chút giấm. Giấm trộn vào shirouo để làm xót, khiến cá "nhảy múa" mạnh hơn bình thường, tạo "cảm giác" nhiều hơn cho người thưởng thức.